# ويليام بنسون
ويليام بنسون (بالإنجليزية: William Benson)‏ هو سباح نيوزلندي، ولد في 11 ديسمبر 1987 في هاستينجس في نيوزيلندا.

## وصلات خارجية
- ويليام بينسون على موقع أوليمبيديا (الإنجليزية)
- ويليام بينسون على موقع اللجنة الأولمبية النيوزيلندية (الإنجليزية)